# L. V.
L. V., auch LV, ist das Pseudonym des US-amerikanischen Sängers und Rappers Larry James Sanders (* 21. November 1957 in Los Angeles, Kalifornien) und bedeutet Large Variety (deutsch: Große Vielfalt).

## Werdegang
Schon während seiner High-School-Zeit sang Larry Sanders und gewann einen Talentwettbewerb mit L.T.D.’s Concentrate on You. Er wurde Mitglied im „Los Angeles City College Choir“. Als Mitglied der Rap-Gruppe South Central Cartel sammelte Sanders in den frühen 1990er Jahren Erfahrungen im Rap- und R&B-Bereich. Große Bekanntheit erlangte der Musiker 1995 als Sänger des Refrains von Coolios Nummer-eins-Hit Gangsta’s Paradise.
Im selben Jahr unterzeichnete L. V. einen Plattenvertrag beim Hip-Hop-Label Tommy Boy Entertainment. Sein Debütalbum als Solokünstler hieß I Am L. V. und enthielt eine Mischung aus Pop und Rap. Die Single Throw Your Hands Up, auf deren B-Seite sich eine eigene Version von Gangsta’s Paradise befand, erreichte Platz 46 der deutschen Singlecharts. In den folgenden Jahren kam es zu Features mit Array, Mel-Low und Naughty by Nature. Ende 2000 erschien das zweite Soloalbum How Long.
L. V. überlebte, nachdem er Mitte der achtziger Jahre aus nächster Nähe von neun Schüssen getroffen worden war. Nach zwei Monaten im Krankenhaus saß er zwei Jahre lang im Rollstuhl, erholte sich aber wieder völlig.

## Diskografie

### Alben
- 1996: I Am L. V.
- 1998: The Gangstas in South Central (South Central Cartel and Havoc & Prodeje feat. LV)
- 2000: How Long
- 2005: Forever

### Singles
- 1995: Throw Your Hands Up / Gangsta’s Paradise (L. V. Version)
- 1995: Gangsta’s Paradise (Coolio feat L. V.)
- 1995: The Wrong Come Up / Gangsta’s Boogie
- 1996: Throw Your Hands Up
- 1996: I Am L. V.
- 1997: Never Give Up (Bashir feat L. V.)
- 2000: Ain’t No Guarantee / True Love Everlastin’ (Jesse West & LV & RZA)
- 2000: How Long
- 2006: Someone Else (Allegro feat. LV, Fresh Game & Cokni O’Dire)
- 2013: Gangsta World (Roma Jigan, Gizo Evoracci, L. V.)